# Коссовська-Давиденко Алла
Алла Коссовська, у шлюбі Коссовська-Давиденко (8 липня 1906, Севастополь — 18 лютого 1996, Філадельфія) — українська письменниця, громадська і культурна діячка української діаспори у США.

## З біографії
Народилася 8 липня 1906 р. у Севастополі. 
Закінчила робітничий факультет у Криму. Працювала у Харкові. За фахом економістка. 
Перебувала у таборі ДП у Гайденаві поблизу Гамбурга (Німеччина). 
У 1951 р. прибула до США, оселилася в Брукліні, керувала драматичним гуртком Спілки української молоді. Входила до головної управи ОЖ-ОЧСУ, Об'єднання працівників дитячої літератури. 
Померла 18 лютого 1996 р. у Філадельфії. Похована на цвинтарі св. Андрія в Саут-Баунд-Бруку.

## Творчість
Авторка збірок віршів «Бабине літо» (1966), «Паморозь» (1971); повістей «Гірський вовк» (1967, 1993), «Двісті перший» (1963); збірки оповідань «Ціна душі» (1977), п'єси «Ніч під Андрія» (1964).
Окремі видання:
- Коссовська А. Гірський вовк. — Нью-Йорк, 1993. — 208 с.
- Коссовська А. Бабине літо. — Нью-Йорк: Карби, 1966. — 70 с.
- Коссовська А. Вірші // Естафета. Збірник АДУК. — Нью-Йорк — Торонто, 1974. — С. 92-93.
- Коссовська А. Наручники // Естафета. Збірник АДУК. — Нью-Йорк — Торонто, 1974. — Ч. 2. -С. 158—160.